# Kid Galahad
Kid Galahad (bra: Talhado Para Campeão; prt: O Mais Forte) é um filme estadunidense de 1937, do gênero drama, estrelado por Edward G. Robinson, Bette Davis, Humphrey Bogart e, no papel-título, o recém-chegado em ascensão, Wayne Morris. Foi roteirizado por Seton I. Miller e dirigido por Michael Curtiz.
Foi refilmado em 1941, desta vez ambientado em um circo, como "The Wagons Roll at Night", também com Bogart, e em 1962 como um musical estrelado por Elvis Presley. A versão original foi re-intitulada "The Battling Bellhop" para distribuição na televisão, a fim de evitar confusões com a refilmagem de Presley.

## Sinopse
Ward Guisenberry (Wayne Morris) é um jovem ingênuo. Ele trabalha para juntar dinheiro e futuramente comprar uma fazenda. No entanto, durante sua primeira noite de trabalho, ao tentar proteger Fluff (Bette Davis), ele se mete em uma briga. Nick Donati (Edward G. Robinson), amante de Flutt, vê nele a chance de transformá-lo em um campeão de boxe. As coisas se complicam quando Fluff se apaixona por Ward, que se apaixona por Marie (Jane Bryan), irmã de Nick.

## Elenco
- Edward G. Robinson como Nick Donati
- Bette Davis como Louise "Fluff" Phillips
- Humphrey Bogart como Turkey Morgan
- Wayne Morris como Ward Guisenberry "Kid Galahad"
- Jane Bryan como Marie Donati
- Harry Carey como Silver Jackson
- William Haade como Chuck McGraw
- Soledad Jiménez como Sra. Donati
- Joe Cunningham como Joe Taylor, um repórter
- Ben Welden como Buzz Barett
- Joseph Crehan como Brady
- Veda Ann Borg como A Ruiva
- Frank Faylen como Barney
- Harland Tucker como Pistoleiro
- Bob Evans como Sam
- Hank Hankinson como Burke
- Bob Nestell como O'Brien
- Jack Kranz como Denbaugh
- George Blake como Juiz

## Produção
De acordo com seu obituário do The New York Times de 3 de dezembro de 1975, o dramaturgo e roteirista Lawrence Riley, famoso por seu sucesso da Broadway "Personal Appearance" (base de "Amores de Uma Diva", de Mae West), contribuiu para o roteiro de "Kid Galahad", mas não foi creditado.
Edward G. Robinson e Humphrey Bogart fizeram cinco filmes juntos: "Bullets or Ballots" ("Balas ou Votos"), de 1936, "Kid Galahad" (1937), "The Amazing Dr. Clitterhouse" (1938), "Brother Orchid" ("Irmão Orquídea"), de 1940, e "Paixões em Fúria" (1948) com Lauren Bacall, Claire Trevor e Lionel Barrymore.

## Recepção
Frank S. Nugent, em sua crítica para o The New York Times, aplaudiu o "desempenho natural e fácil de Morris". Time Out considerou o filme uma "exposição não muito sutil do tema agora bem desgastado da corrupção nos ringues de boxe", mas admitiu que a "direção elegante e excelentes performances o mantêm agradável". Dave Kehr, do Chicago Reporter, discordou, caracterizando-o como "praticamente todo gênero e sem nuance", embora tenha achado a direção de Curtiz "surpreendente e leve".

### Bilheteria
Sucesso de bilheteria, o filme arrecadou US$ 1.037.000 nacionalmente e US$ 480.000 no exterior, totalizando US$ 1.517.000 mundialmente.